# E54
La ruta europea E54 és una carretera que forma part de la Xarxa de carreteres europees. Comença a París (França) i finalitza a Múnic (Alemanya). Té una longitud de 906 km i una orientació d'est a oest.